# Gideon von Qvanten
Henrik Nikolai Gideon von Qvanten, född 29 november 1851 i Pälkäne, död 23 januari 1898 i Nystad, var en finländsk jurist och borgmästare.
Gideon von Qvanten var son till Engelbert Emanuel von Qvanten och Maria Gustava Aspegren. Han avlade juristexamen vid Helsingfors universitet 1878, och erhöll vice häradshövding-titel 1881. von Qvanten var borgmästare i Nystad från 1887 till sin död 1898.
von Qvanten begravdes vid von Qvantens gravkapell.